# Strausberger Platz
O Strausbergerplatz é uma grande praça urbana no distrito de Friedrichshain e marca a fronteira de Mitte. Ele é conectado ao Karl-Marx-Allee a Alexanderplatz e a rua Lichtenberger com a Praça das Nações Unidas. Estes dois caminhos se cruzam em uma rotunda oval em Strausbergerplatz.

## História

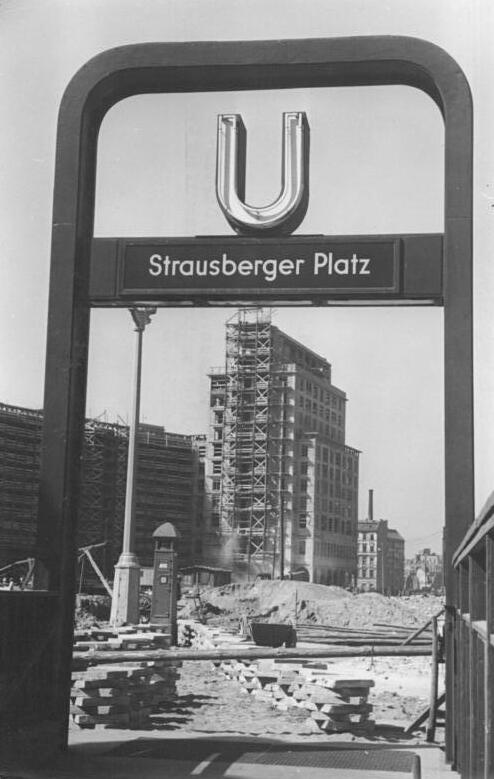
Bauarbeiten 1953

Na Idade Média, o local das execuções de Berlim localizado próximo ao local onde atualmente esta Strausberger. Aqui, por exemplo, Hans KOHLHASE foi executado em 1540. Desde a construção da Akzisemauer na década de 1730, era onde ficava o tribunal de Berlim. No Século XIX, era uma encruzilhada entre a Frankfurterstraße Grande e Rua Erva, Rua Weber e estrada Strausberger, ficando cerca de 50 metros a leste da sua localização atual.
Durante a Segunda Guerra Mundial, a área em torno do Strausbergerplatz foi quase completamente destruída. No período do pós-guerra foi iniciado pelo governo da Alemanha Oriental um projeto de reconstrução, locando naquele sítio novas casas socialistas em estilo neo-clássico. Depois de um concurso de design urbano, em 1951, foi construída a avenida Stalin foi organizada em lotes -  Strausbergerplatz Proskauer no oeste e no leste da estrada incluídos neste plano - ficando a cargo de arquitetos socialistas seu planejamento e zoneamento. 
A restauração atual da praça ea adjacente Karl-Marx-Allee visa tornar a área novos pólos comerciais de Berlim.
O pátio Strausberger Platz foi um dos pontos de partida da greve que envolveu a cidade em 17 de junho de 1953.